# Мъртън Милър
Мъртън Хоуард Милър (на английски: Merton Howard Miller, 16 май 1923 – 3 юни 2000) е съавтор на Модиляни-Милър теоремата, споделя Нобелова награда за икономика през 1990 с Хари Марковиц и Уилям Шарп.
Между 1961 и 1993 г. преподава в Училището по бизнес към Чикагския университет.